# Tanongou
Tanongou (ou Tanougou) est un arrondissement et un village du département de l'Atacora, situé dans le Nord-Ouest du Bénin, dans la commune de Tanguiéta. Situé en bordure du parc national de la Pendjari, Tanongou possède des cascades qui font le succès touristique du village. 

## Géographie

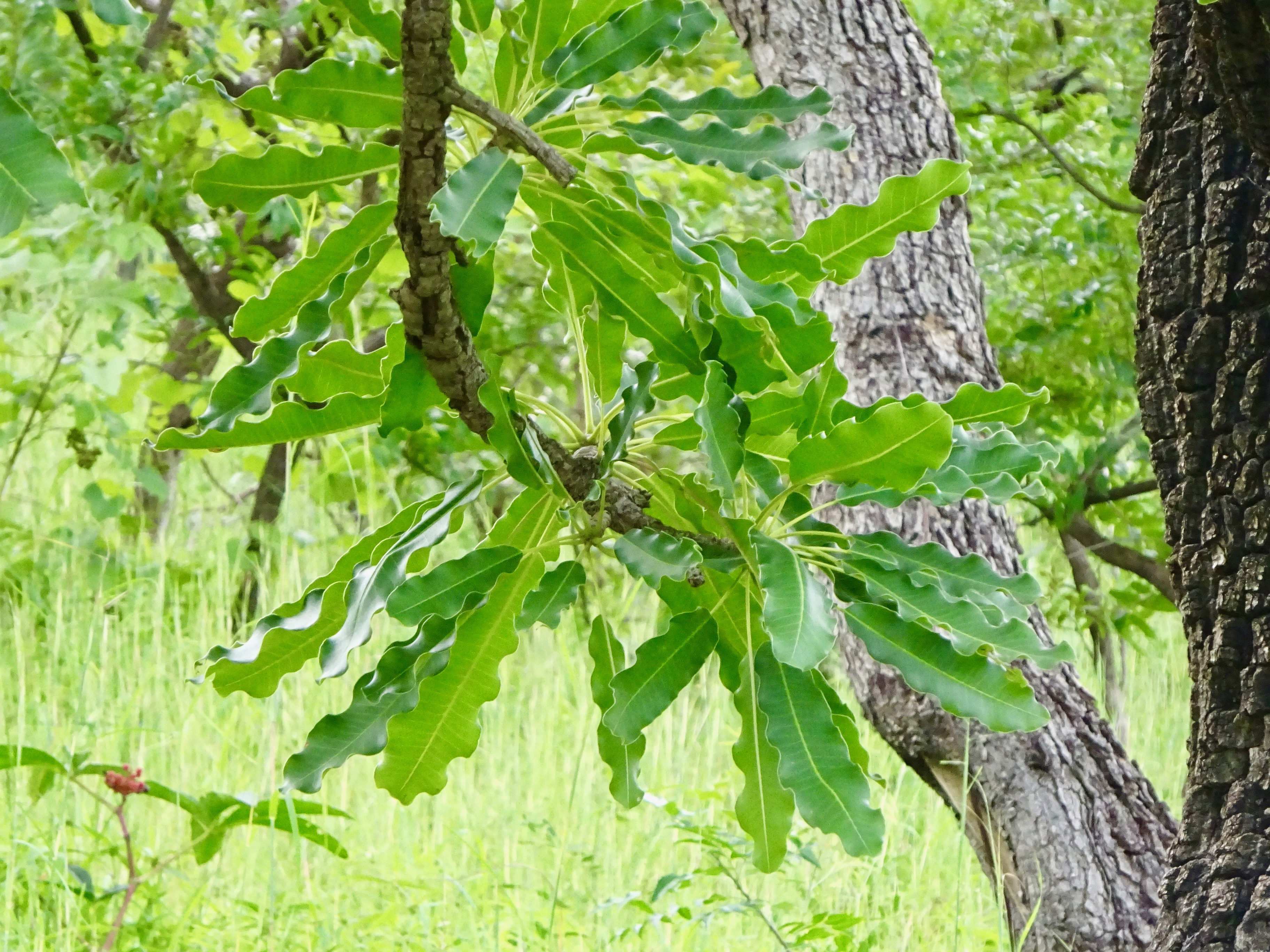
Feuilles du karité.

La localité se situe dans la chaîne de l'Atacora.
Le climat est de type soudano-sahélien avec une saison des pluies qui va de mai à novembre et une saison sèche qui s'étend de novembre à mai. La température varie tout le long de l'année entre 15 et 35 °C . L'amplitude thermique peut être forte entre le jour et la nuit pendant l'harmattan. La pluviométrie annuelle varie entre 800 mm et 1 100 mm. Les mois d'août et de septembre voient les plus fortes précipitations.
Le réseau hydrographique de la commune de Tanguiéta, organisé autour de la Pendjari, son principal cours d'eau, est très dense. Les chutes de Tanongou constituent l'un des points d'eau remarquable de la commune.

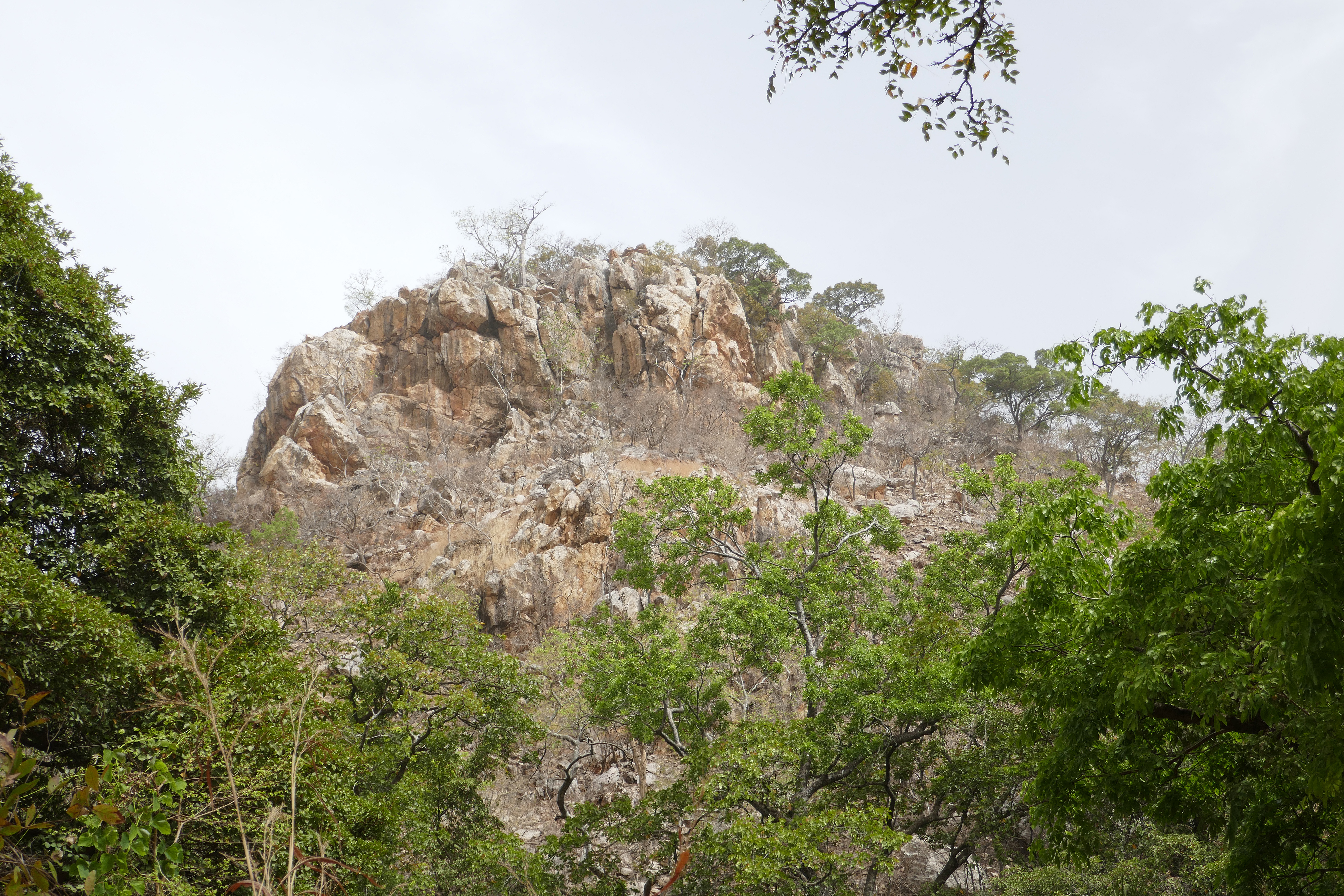
Formation rocheuse.
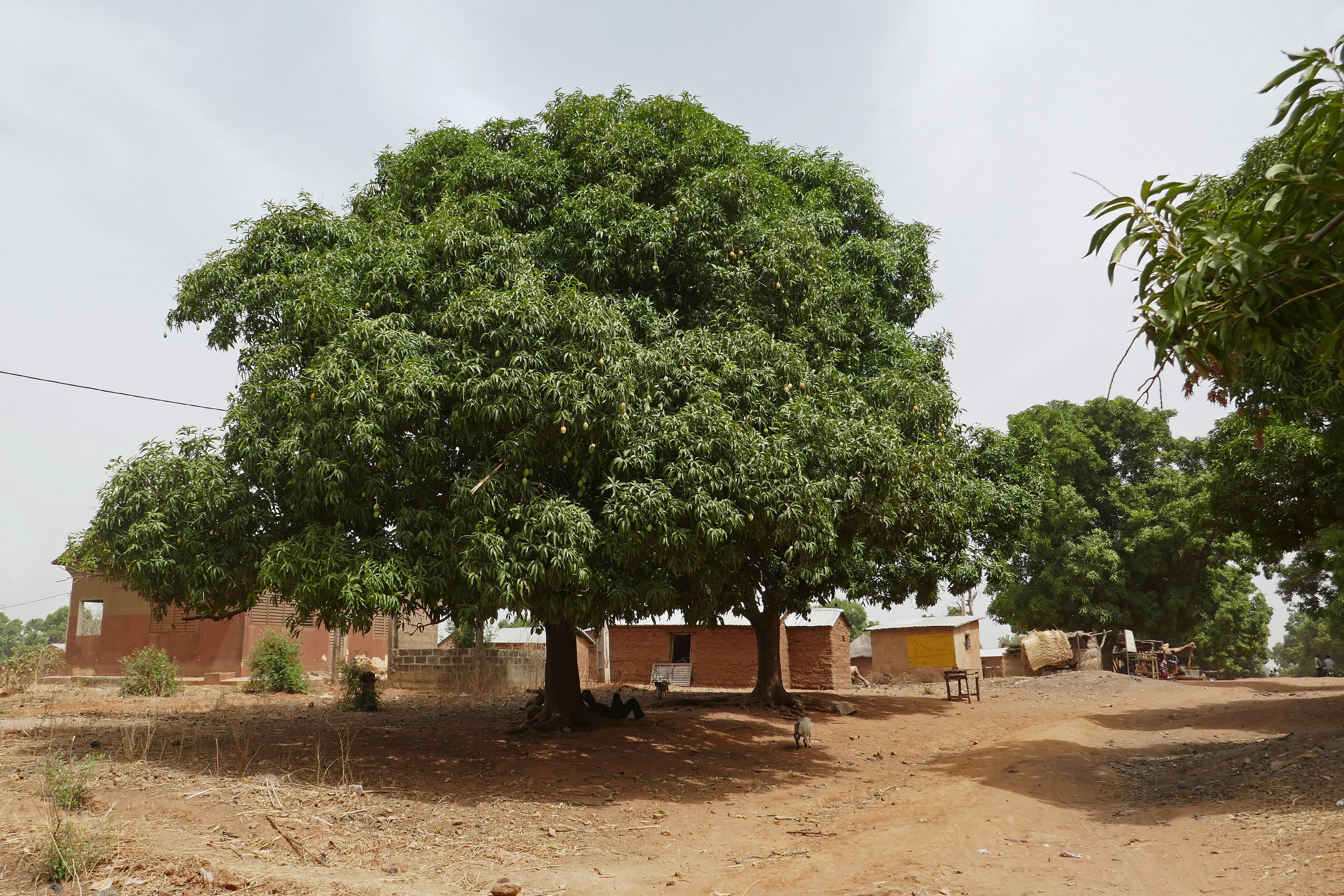
Manguier.
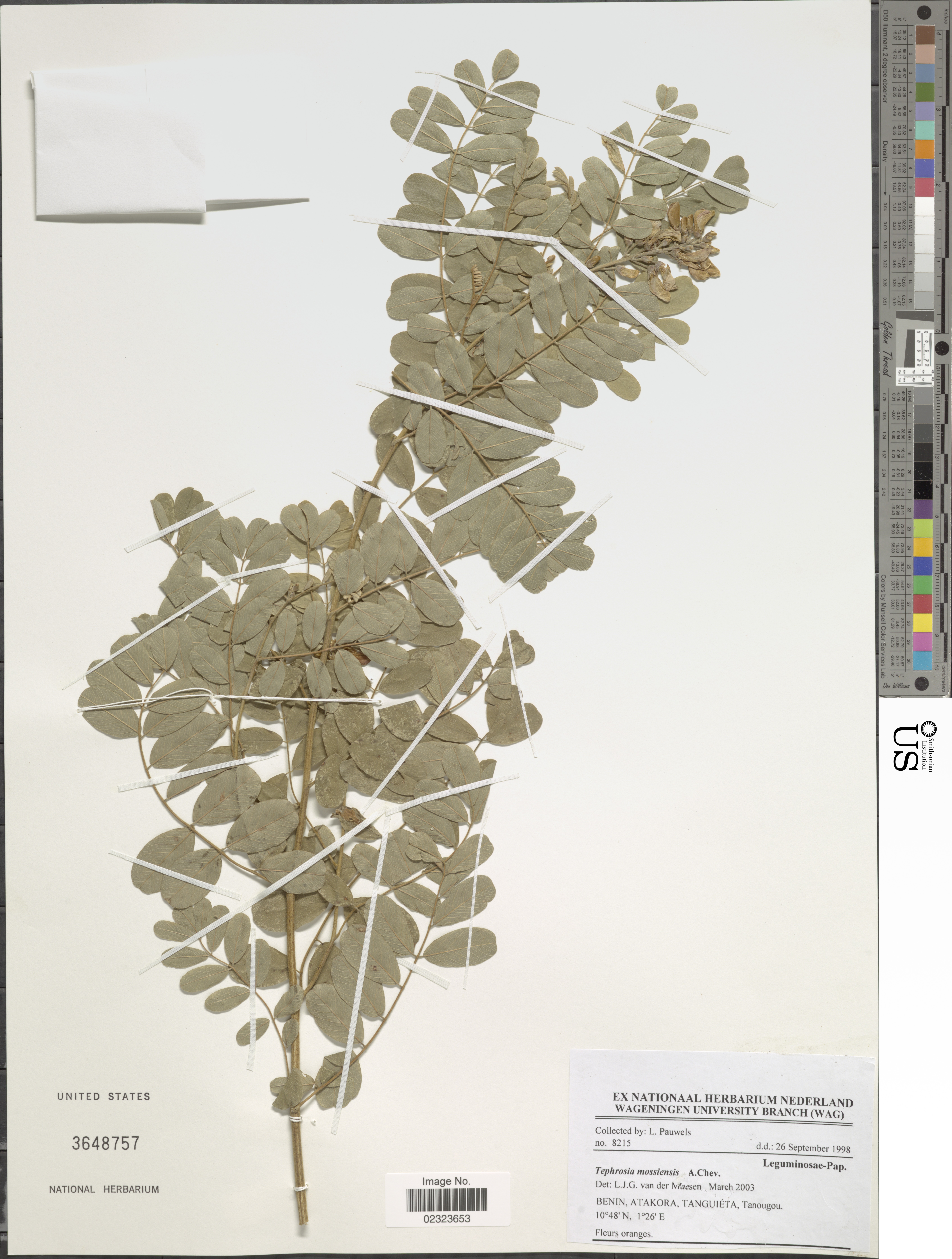
Tephrosia mossiensis.
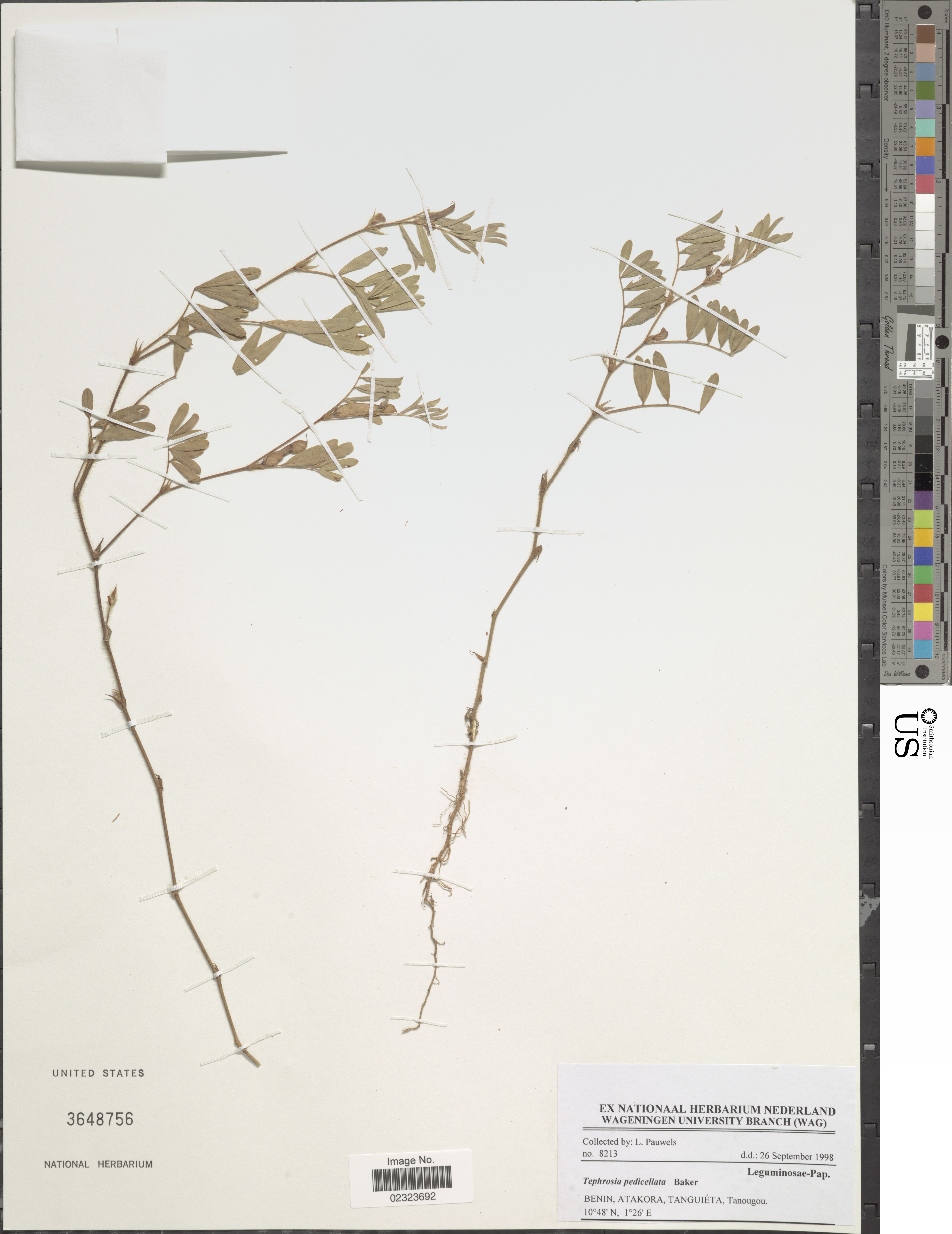
Tephrosia pedicellata.

## Population
Lors du recensement de 2002 (RGPH-3), Tanongou comptait 6 938 habitants. C'est une population rurale, jeune, en forte croissance. En 2013 (RGPH-4), la localité comptait 9 211 habitants.
Tanongou est peuplé majoritairement par les Gourmantché, mais compte aussi quelques campements peuls spécialisés dans l'élevage. 

## Économie
L'économie du village est dominée par l'agriculture : les villageois cultivent majoritairement le maïs, le sorgho, l'igname et le haricot. L'apiculture est également pratiquée. 
Depuis 2008, l'association de villageois APEC - TINFI (Association pour la Promotion de l'Écotourisme Communautaire), en partenariat avec l'organisation non-gouvernementale Benin Ecotourism Concern, développe des activités de tourisme durable, telles que l'hébergement chez l'habitant, la cuisine locale, des circuits pédestres, et une démonstration de danse traditionnelle. Les recettes collectées sont réparties équitablement entre les acteurs, 20 % d'entre elles étant reversées à un fonds communautaire alimentant des projets de réduction de la pauvreté dans le village.

Activités économiques
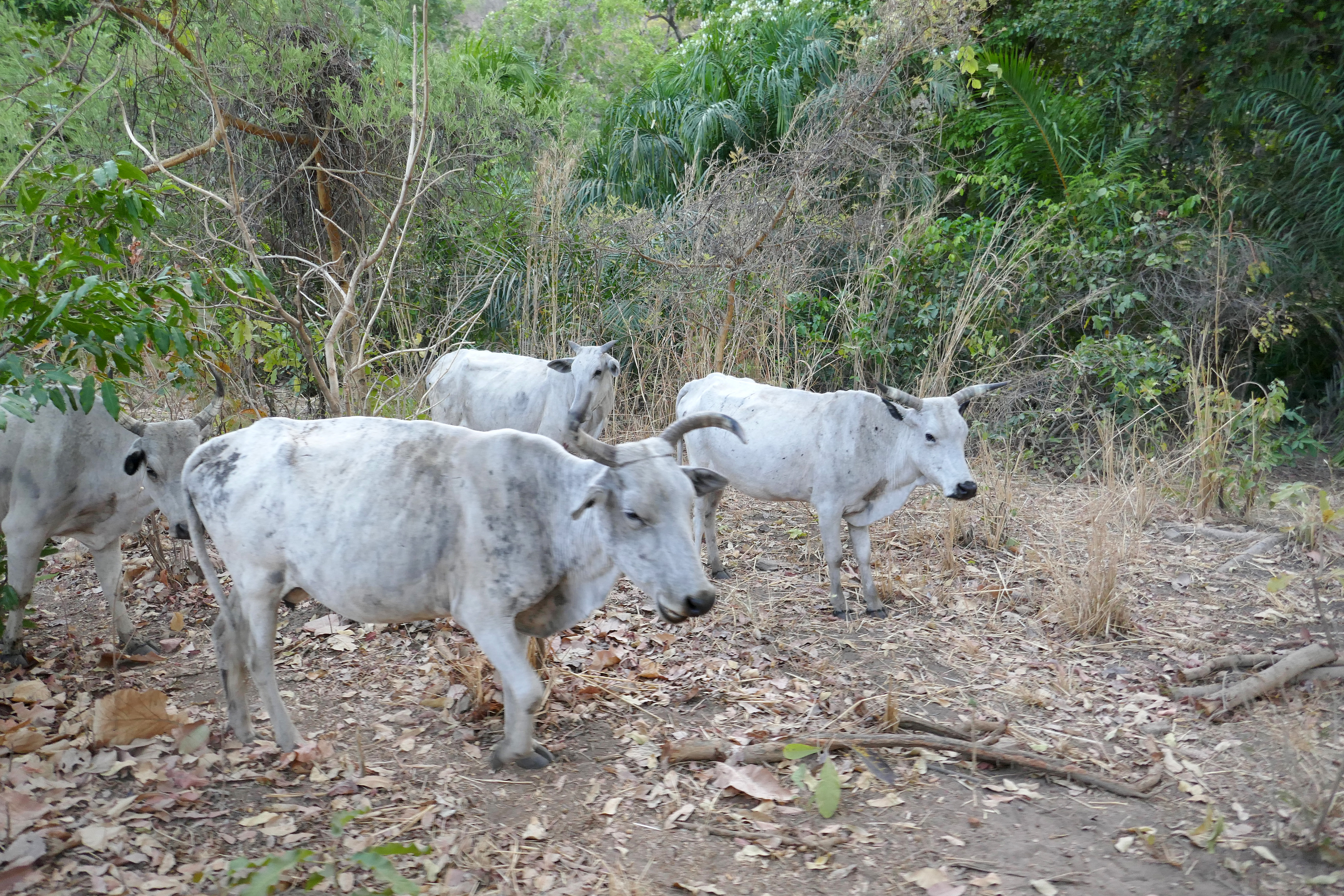
Élevage.
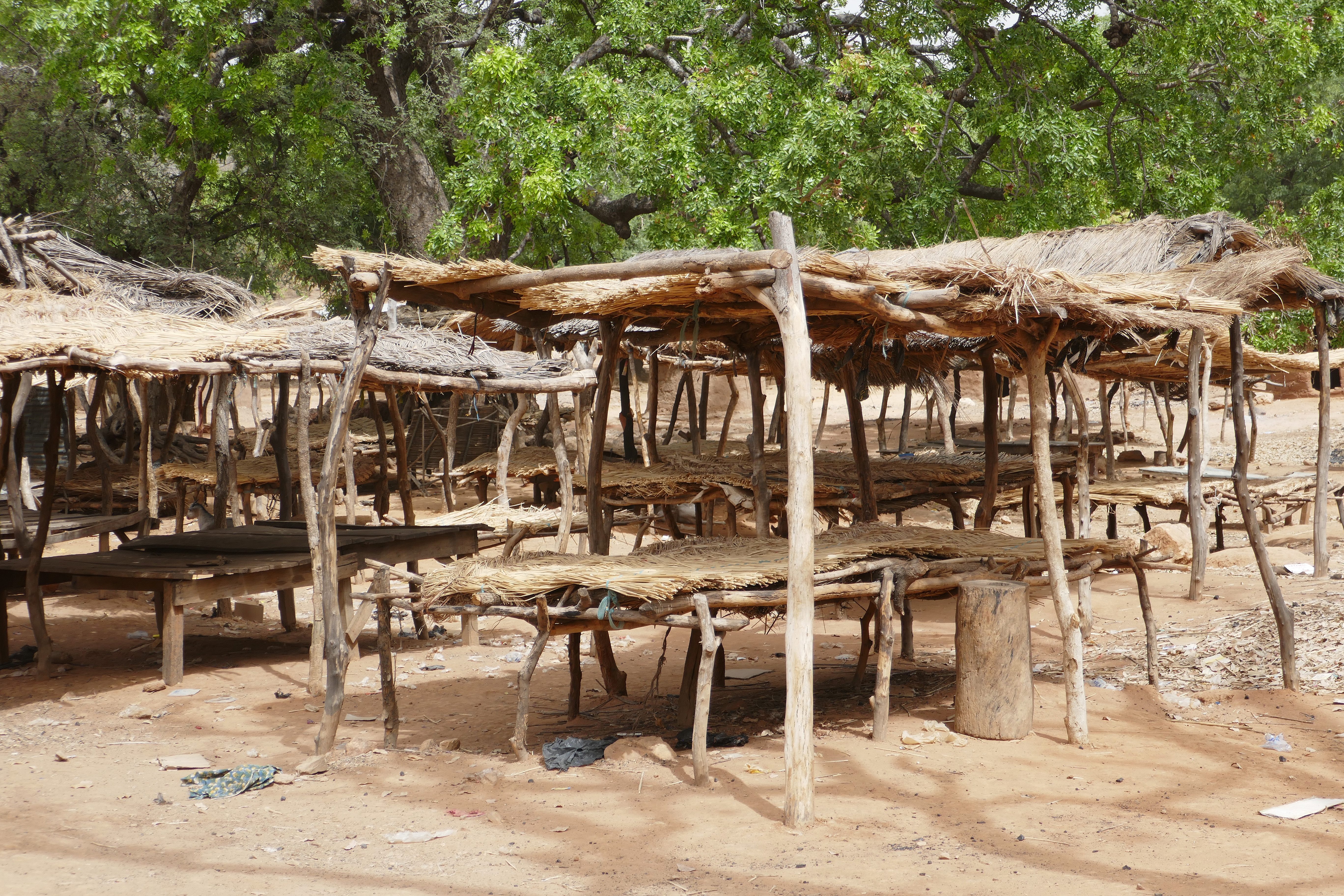
Étals du marché.
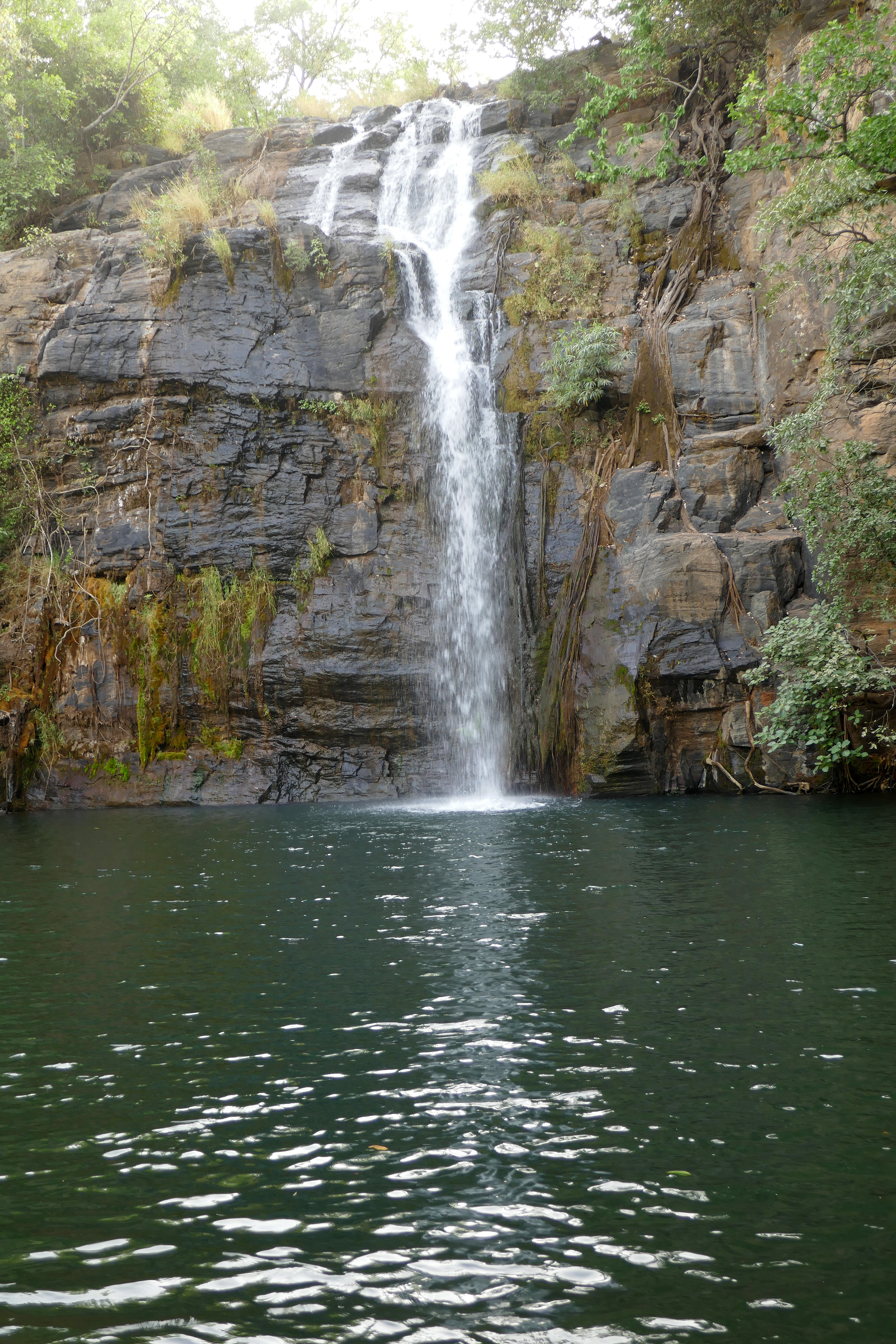
Chutes de Tanongou.
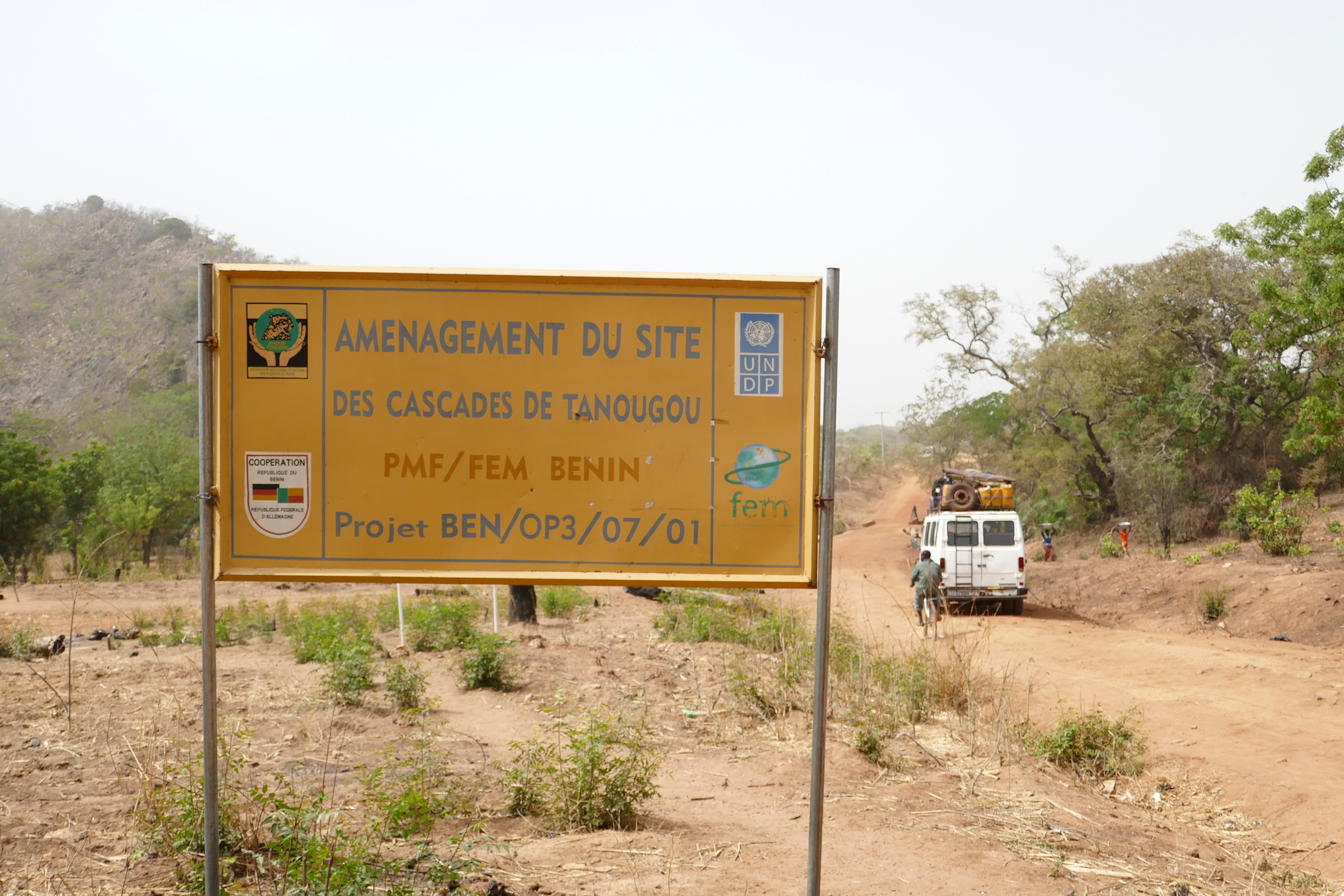
Aménagement touristique.
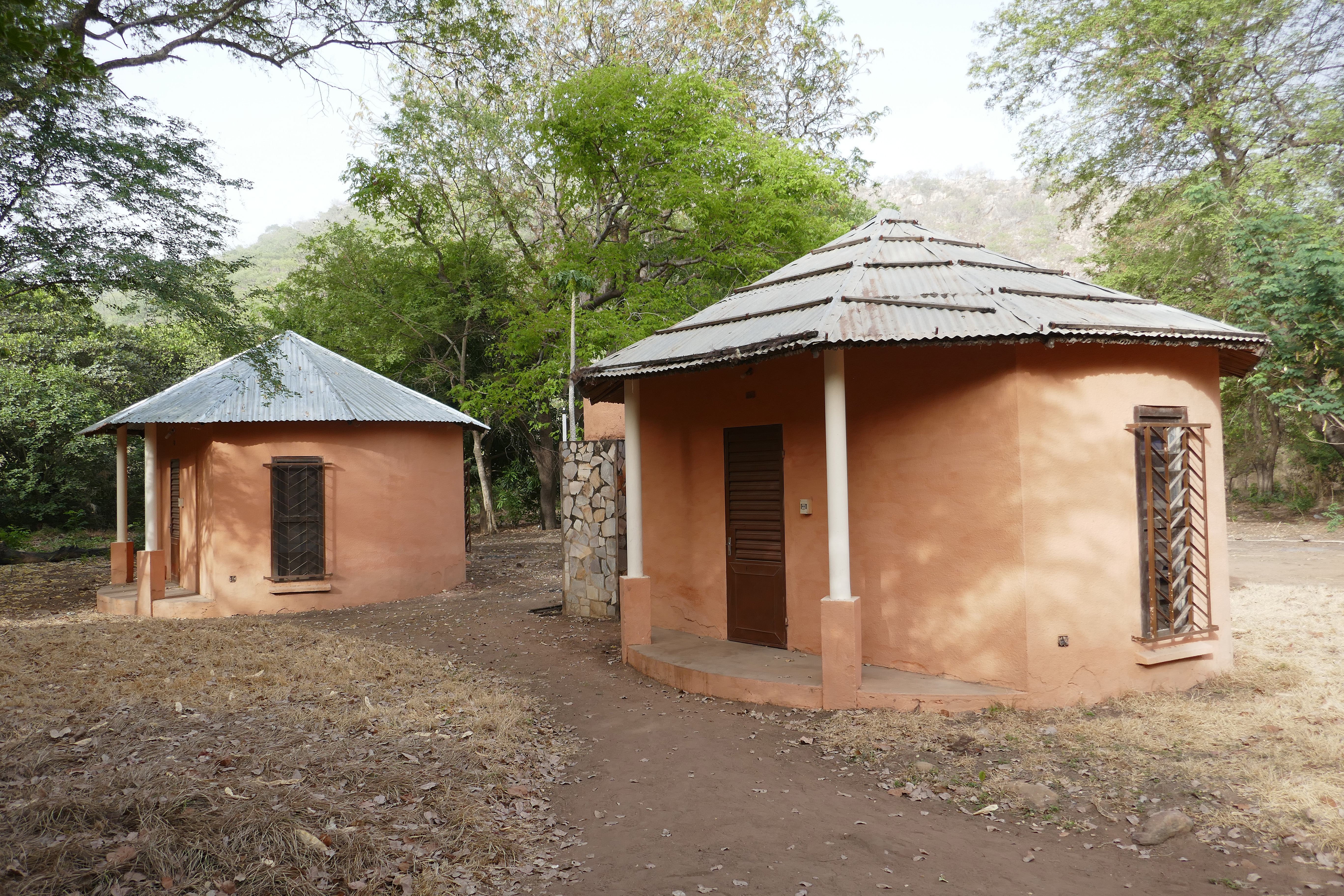
Campement-relais.

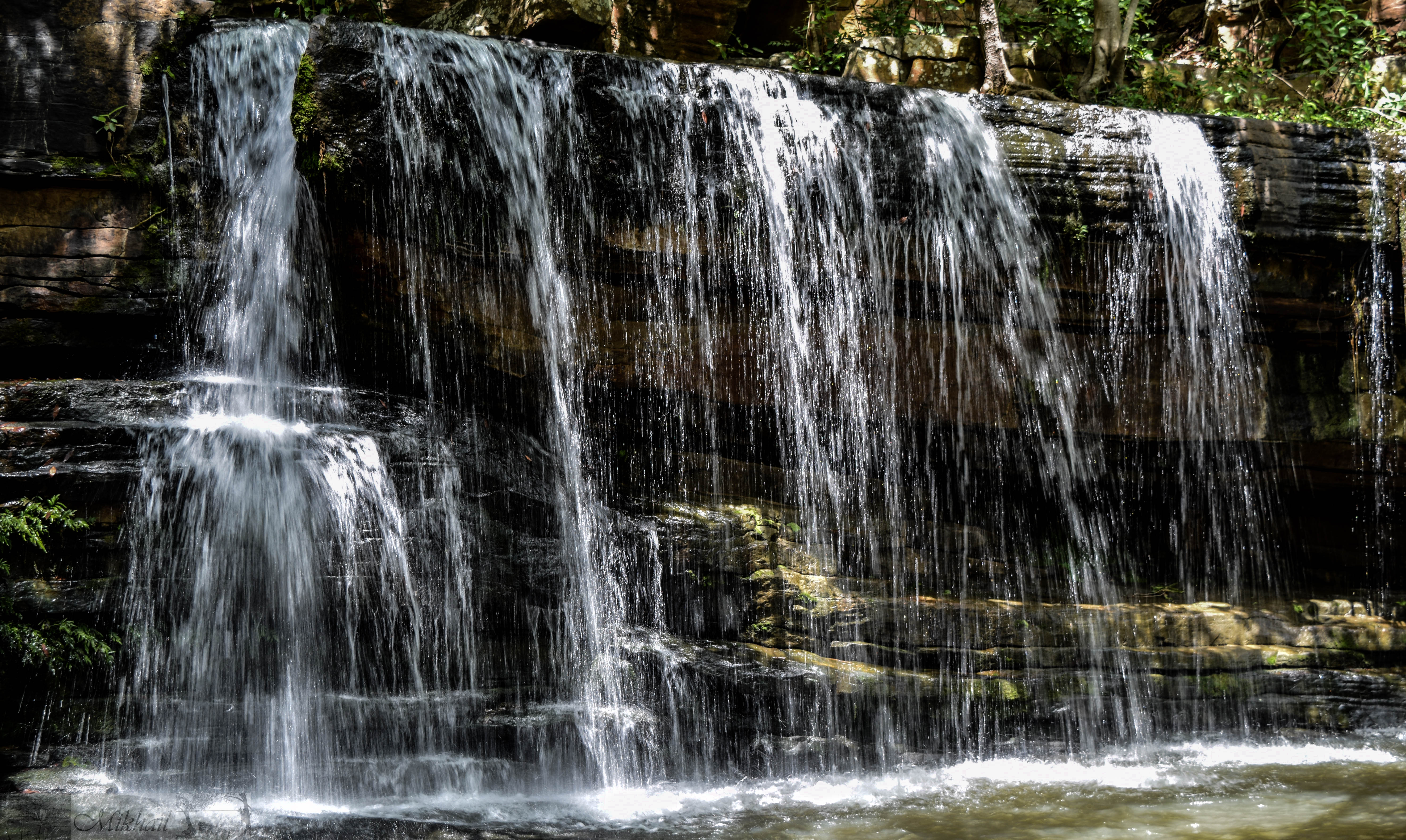
Les chutes de Tanongou.

Tanongou dispose d'un marché hebdomadaire (le dimanche) d'importance régionale. En 2003 on y dénombrait 136 vendeurs sur une superficie de 0,75 ha.

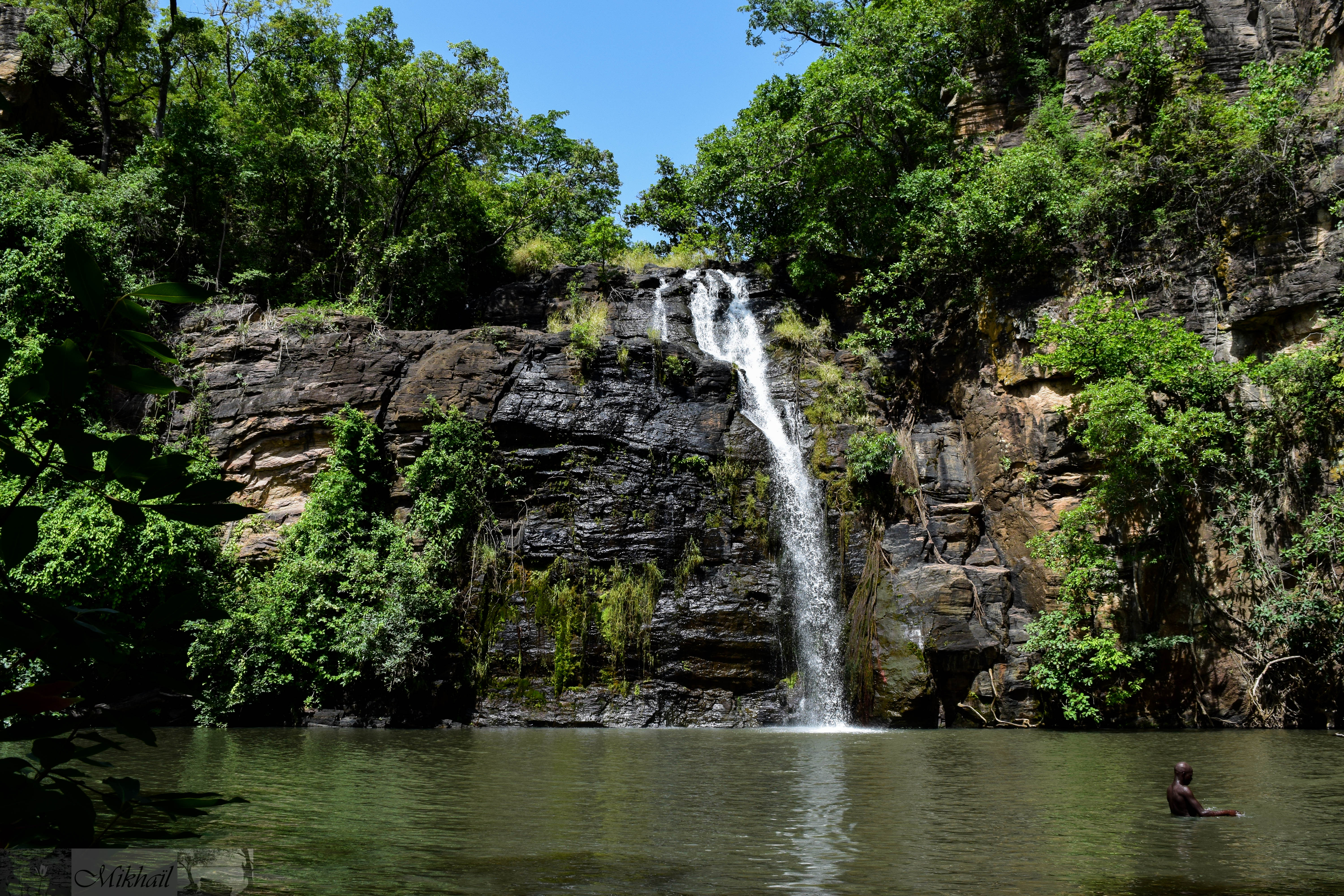
Tourisme, chute de Tanongou.